# Маджарово
Маджарово (болг. Маджарово) — город в Болгарии. Находится в Хасковской области, административный центр общины Маджарово. Город находится в Восточных Родопах, у реки Арда.
Население города составляет 646 человек (2022). Город по численности населения один из самых малонаселённых городов Болгарии, меньше население только в городе Мелник.
В окрестностях Маджарово прежде добывали полиметаллические руды. Сейчас активно развивается туризм, в том числе в партнёрстве с другими странами Европейского Союза. В Маджарово и окрестностях расположены охраняемые территории, где гнездятся редкие виды птиц, оборудованы площадки, с которых туристы могут наблюдать за жизнью птиц и животных.

## История
Село Ятаджик было включено в состав общины Кочаш Свиленградской околии Старозагорского округа Болгарии в 1912 году, после Первой Балканской войны. В 1920 году в селе было 32 домохозяйства в 34 жилых домах, в 1926 году — 36 домохозяйств в 33 жилых домах.
К этому году Свиленградская околия вошла в состав округа Хасково.
В 1934 году населённый пункт переименован в Дупницу. В этом году в селе общины Малки-Воден Свиленградской околии области Стара Загора было 41 домохозяйство в 34 жилых домах. Затем вновь в общине Кочаш.
С 1949 года Свиленградская околия вошла в состав округа Хасково. В 1958–59 годах — вновь в общине Малки-Воден. В 1959 году околии были ликвидированы. В том же году село переименовано в честь героя болгарского сопротивления в Родопах Димитра Маджарова (1882—1949) и стало центром самостоятельной общины. С 1974 года — город. С 1987 года — в Хасковской области.

## Население
| 1920 | 1926 | 1934 | 1946 | 1956 | 1965 | 1975 | 1985 | 1992 | 2001 | 2011 | 2016 |
| ---- | ---- | ---- | ---- | ---- | ---- | ---- | ---- | ---- | ---- | ---- | ---- |
| 131  | 162  | 210  | 214  | 856  | 3169 | 1947 | 1995 | 1716 | 741  | 561  | 587  |

В 2011 году в национальном составе населения города болгары составляли 87,5 %, турки — 11,6 %.

## Политическая ситуация
Кмет (мэр) общины Маджарово — Милко Петков Армутлиев (Земледельческий народный союз (ЗНС)) по результатам выборов 2007 года в правление общины. В 2011 году выбран он же, но уже как независимый.